# José Guadalupe Esparza
José Guadalupe Esparza Jiménez, (Hermenegildo Galeana, Durango, 12 de octubre de 1954), conocido también por su nombre artístico como Lupe Esparza, es un músico, compositor, actor y cantante mexicano, conocido por ser integrante y fundador de la banda de música regional mexicano Bronco.
Es el mayor de los doce hijos del matrimonio de Calixto Esparza Uves y Ausencia Jiménez Ramírez, teniendo ascendencia O'dam (Tepehuan del Sur). En 1962, se cambia a la ciudad de Apodaca, Nuevo León.
Realizó estudios hasta llegar a la preparatoria. Muy joven se abrió paso trabajando como obrero.
En 1979, formó el grupo musical “Los Broncos de Apodaca” en compañía de Erick Garza, José Luis y Javier Villarreal, que con el paso del tiempo y con notoriedad lograron consolidarse únicamente como Bronco.
En 1980, escribe su primera canción: Quiero decirte. Con el tiempo, su creatividad le llevó a seguir escribiendo canciones: Sergio el bailador y Que no quede huella, entre otras.
A través de los años, la agrupación ha recibido grandes reconocimientos por su producción creativa:
- En 1985, Homero Hernández es premiado en México como “Productor del Año” gracias a "Sergio el bailador", misma canción que los llevó a la fama.[9]
- En 1991, obtienen el Premio Lo Nuestro, en las categorías de “Mejor Álbum y Mejor Canción del Año en el Regional Mexicano” de 1990, con "Corazón duro" perteneciente al álbum "Bronco Amigo".[10]

Entre 1993 y 1994, debutó en el mundo de la televisión, participando junto a sus compañeros del grupo Bronco en la popular telenovela realizada por Televisa Dos mujeres, un camino junto a Laura León, Biby Gaytán y Erik Estrada, además escribió el tema principal de la novela.
Posteriormente, en 1996 tuvo una breve aparición en la telenovela Tú y yo, protagonizada por Joan Sebastian y Maribel Guardia interpretando a un peón llamado Lupe.
En 1997, en la última grabación de la primera etapa musical de Bronco, a través de su álbum "La Última Huella" dedicó un tema titulado "Morena" a la memoria de Selena a dos años de su trágico fallecimiento.
Reconocido como vocalista del Grupo Bronco, Lupe Esparza expresa su gusto y agradecimiento porque varios grupos con trayectoria en el medio, se han interesado en grabarle sus temas y le solicitan material. Entre ellos, el Grupo Liberación, Impacto de Montemorelos, Los Barón de Apodaca, La Arrolladora Banda El Limón, K-Paz de la Sierra, Los Humildes, Mandingo, entre otros.